# NGC 6819
NGC 6819 är en öppen stjärnhop i stjärnbilden Svanen, belägen 7 200 ljusår från Jorden. Den upptäcktes av Caroline Herschel den 12 maj 1784.